# Хольмберг, Хенрик
Карл Хе́нрик Ле́ннарт Хо́льмберг (швед. Carl Henrik Lennart Holmberg; род. 5 июля 1963) — шведский кёрлингист.
В составе мужской сборной команды Швеции участник чемпионата мира 1988 (заняли пятое место) и чемпионата Европы 1992 (стали серебряными призёрами). Двукратный чемпион Швеции среди мужчин. Чемпион Швеции среди смешанных команд. В составе юниорской мужской сборной Швеции участник двух юниорских чемпионатов мира (чемпионы в 1982). Двукратный чемпион Швеции среди юниоров.
Играл на позициях второго и третьего.

## Достижения
- Чемпионат Европы по кёрлингу: серебро (1992).
- Чемпионат Швеции по кёрлингу среди мужчин: золото (1982, 1992).
- Чемпионат Швеции по кёрлингу среди смешанных команд: золото (1986).
- Чемпионат Швеции по кёрлингу среди юниоров: золото (1982, 1983).

## Команды
| Сезон                          | Четвёртый      | Третий           | Второй           | Первый              | Запасной        | Турниры                       |
| ------------------------------ | -------------- | ---------------- | ---------------- | ------------------- | --------------- | ----------------------------- |
| 1981—82                        | Сёрен Гран     | Никлас Ярунд     | Хенрик Хольмберг | Anders Svennerstedt |                 | ЧШЮ 1982 · ЧМЮ 1982           |
| 1981—82                        | Конни Эстлунд  | Тони Энг         | Хенрик Хольмберг | Anders Svennerstedt |                 | ЧШМ 1982                      |
| 1982—83                        | Сёрен Гран     | Никлас Ярунд     | Хенрик Хольмберг | Anders Svennerstedt |                 | ЧШЮ 1983 · ЧМЮ 1983 (7 место) |
| 1987—88                        | Сёрен Гран     | Хенрик Хольмберг | Пер Аксельссон   | Хокан Функ          |                 | ЧМ 1988 (5 место)             |
| 1991—92                        | Пер Карлсен    | Хенрик Хольмберг | Томми Олин       | Стефан Ларссон      | Олле Хоканссон  | ЧШМ 1992                      |
| 1992—93                        | Пер Карлсен    | Хенрик Хольмберг | Томми Олин       | Олле Хоканссон      | Микаэль Норберг | ЧЕ 1992                       |
| Кёрлинг среди смешанных команд |                |                  |                  |                     |                 |                               |
| 1985—86                        | Пер Аксельссон | Anna Klange      | Хенрик Хольмберг | Хелена Кланге       |                 | ЧШСК 1986                     |

(скипы выделены полужирным шрифтом)